# Djursland
Djursland – duński półwysep, będący częścią Jutlandii, otoczony wodami Kattegatu, o powierzchni ok. 1200 km²; najwyższy punkt: Agri Bavnehøj (137 m). Teren półwyspu administracyjnie przynależy do gmin Norddjurs i Syddjurs.